# Citroën C5 X
La Citroen C5 X (nome in codice E43) è un'autovettura prodotta dal 2021 dalla casa automobilistica francese Citroën.

## Descrizione

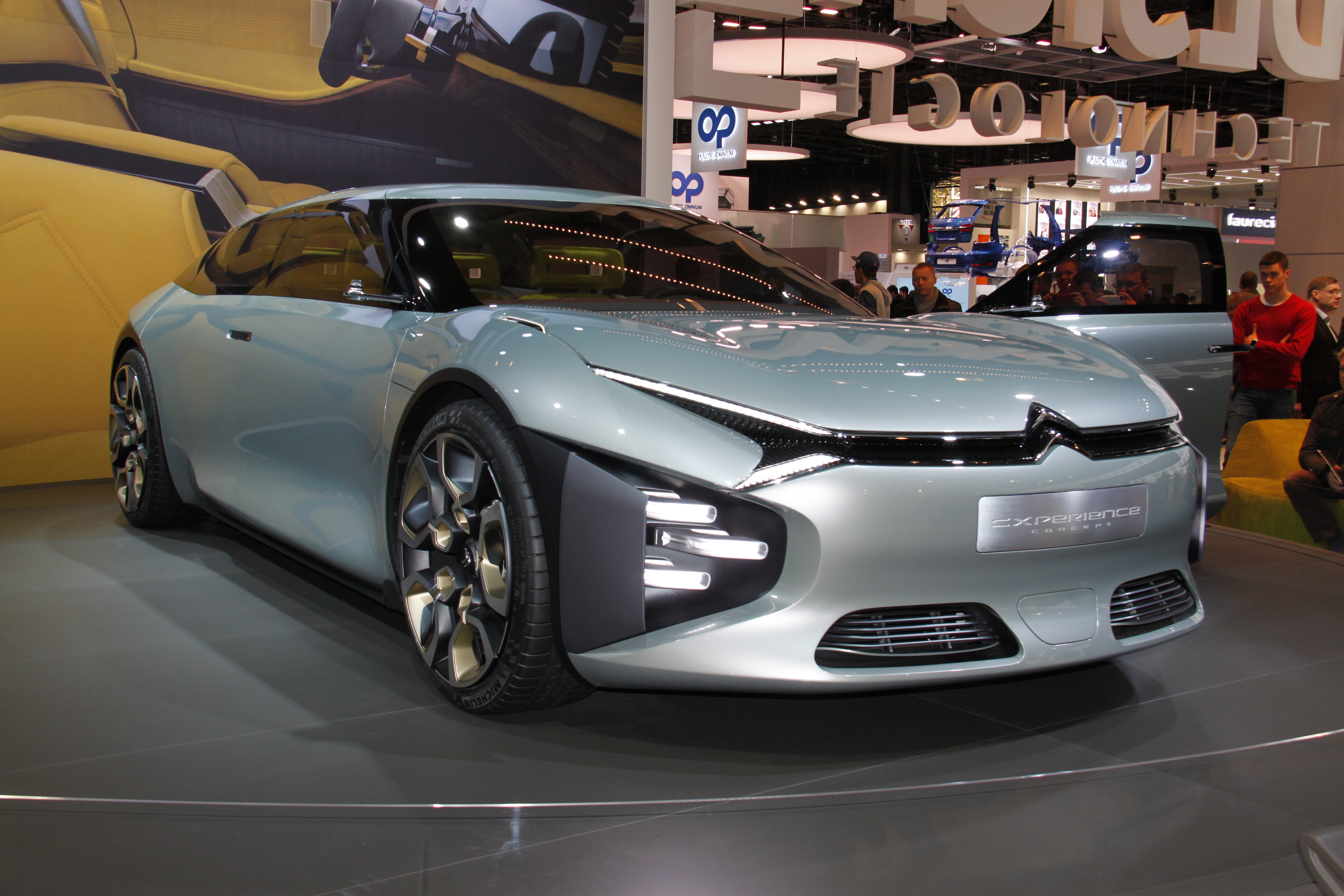
Citroën CXperience del 2016

L'azienda francese aveva già iniziato a pensare a un'ammiraglia che andasse a occupare il posto lasciato vacante dopo l'interruzione della produzione della C5 di seconda generazione e della C6. A tal proposito venne presentata al salone di Parigi 2016 la concept car Citroën CXperience.
Dopo uno sviluppo durato circa 5 anni, il 12 aprile 2021 la Citroën ha presentato la terza generazione della C5, con un design di rottura rispetto al passato che era caratterizzato da una linea da classica 3 volumi a 4 porte, chiamandola C5 X. La vettura ha poi debuttato ufficialmente il 20 aprile 2021 durante il salone di Shanghai.
Il design della C5 X riprende molti elementi dalla concept car presentata nel 2016, tra cui l'impostazione della carrozzeria a 2 volumi e con 5 porte da shooting brake rialzata, con elementi simili ai crossover SUV come l'altezza da terra e le ruote di generose dimensioni, con un tetto dalla linea fastback.
Il design richiama e si inspira nella silhouette 3 in molti elementi alle sue antenate Citroën DS, XM, CX e C6, caratterizzato da un lungo cofano, sbalzo posteriore ridotto e assenza del terzo volume sostituito da un portellone sormontato da 2 spoiler sulla sommità del tetto e alla base del lunotto. La X nel nome C5 è un omaggio che si rifà alle antenate Citroen CX e XM.
La Citroën C5 X all'interno è dotata di due display digitali, di cui uno da 12,3 pollici simile a quello della Peugeot 3008 II montato sulla console centrale che funge da sistema multimediale, dotato di un nuovo sistema audio composto da altoparlanti integrati nei poggiatesta. Ad esso si aggiunge un head up display che proietta le informazioni della navigazione sul parabrezza e sistemi di assistenza alla guida autonoma di livello 2. Il bagagliaio ha una capacità minima con i sedili in uso di 545 litri. 

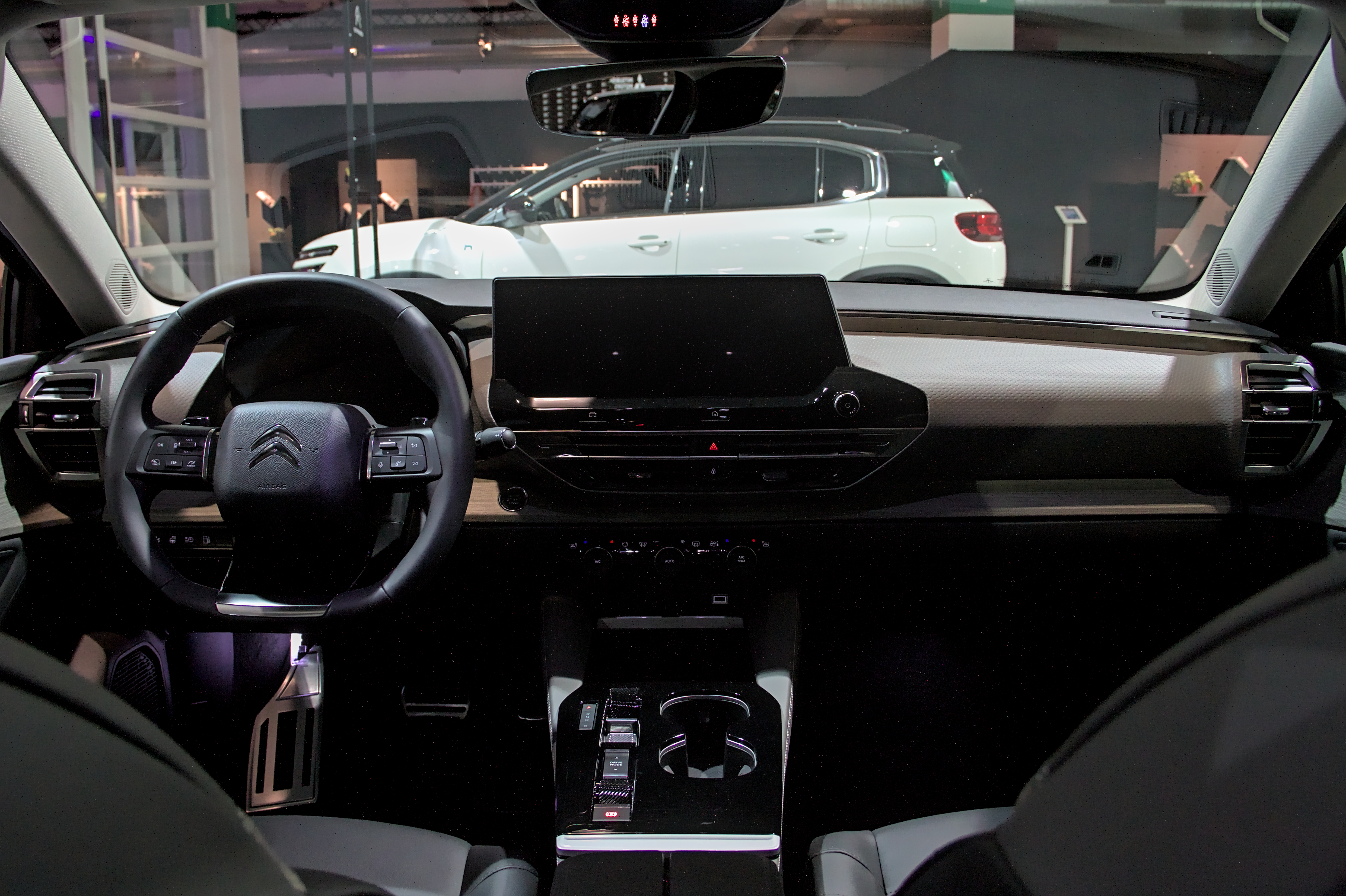
Interni

Inoltre, per una migliore l'abitabilità la C5 X utilizza una versione modificata della piattaforma EMP2, con passo allungato a 2,84 m per migliorare lo spazio a bordo dei passeggeri.
La vettura riprende le caratteristiche del programma Citroën Advanced Comfort, con nuove sospensioni a smorzamento controllato, sedili riempiti con una schiuma memory foam e una nuova tecnica di ancoraggio e incollaggio della componentistica per migliorare l'isolamento acustico degli interni del veicolo e ridurre le vibrazioni. Ogni ammortizzatore è fornito di due valvole per lo smorzamento idraulico progressivo, uno in compressione e altro per l'estensione, in maniera tale da controllare il finecorsa delle sospensioni per migliorare il comfort e attutire le asperità della strada. Ad esse poi si aggiungono le sospensioni attive che in base alle condizioni dell'asfalto possono ulteriormente ammorbidire le sospensioni o irrigidirle per migliorare la guidabilità.
La Citroën C5 X è disponibile solo con motorizzazioni turbo a benzina o ibrida plug-in. Oltre al 3 cilindri da 1,2 litri PureTech da 130 CV siglato EB2DTS e al quattro cilindri 1,6 litri PureTech da 180 CV siglato EP6FADTXd, ci sono anche due varianti ibride plug-in composte da un'unità benzina da 1,6 litri (con due livelli di potenza, 150 CV siglato EP6FDT e 180 CV siglato EP6FADtXd) abbinate a un motore elettrico, con rispettivamente due livelli di potenza 180 e 225 CV. L'unica trasmissione disponibile è un automatico a convertitore di coppia e-EAT8 sviluppata dalla Aisin.

## Riepilogo caratteristiche
| Modello                                    | Anno di produzione | Sigla motore     | Cilindrata cm³   | Potenza CV (kW)/rpm       | Coppia Nm/rpm    | Trasmissione                                                  | Peso kg          | Accelerazione s  | Velocità massima km/h | Consumi (l/100 km) | Emissioni CO2 (g/km) |
| Versioni benzina                           | Versioni benzina   | Versioni benzina | Versioni benzina | Versioni benzina          | Versioni benzina | Versioni benzina                                              | Versioni benzina | Versioni benzina | Versioni benzina      | Versioni benzina   | Versioni benzina     |
| ------------------------------------------ | ------------------ | ---------------- | ---------------- | ------------------------- | ---------------- | ------------------------------------------------------------- | ---------------- | ---------------- | --------------------- | ------------------ | -------------------- |
| 1.2 PureTech 130 S&S EAT8                  | dal 10/2021        | EB2DTS           | 1199             | 130 (96)/5500             | 230/1750         | Automatica a 8 rapporti EAT8                                  | 1493             | 10,4             | 210                   | 6,8                | 131                  |
| 1.6 PureTech 180 S&S EAT8                  | dal 10/2021        | EP6FADTXd        | 1599             | 180 (133)/5500            | 250/1750         | Automatica a 8 rapporti EAT8                                  | 1542             | 8,1              | 230                   | 7,3                | 145                  |
| Versioni ibride plug-in                    |                    |                  |                  |                           |                  |                                                               |                  |                  |                       |                    |                      |
| 1.6 PureTech 180 S&S Plug-in Hybrid e-EAT8 | dal 12/2022        | EP6FDT           | 1599             | 180 [150+110]* (133)/5500 | 250/1750         | Automatico a 8 rapporti con motore elettrico integrato e-EAT8 | 1797             | -                | 225                   | 1,3                | 30,25                |
| 1.6 PureTech 225 S&S Plug-in Hybrid e-EAT8 | dal 10/2021        | EP6FADTXd        | 1599             | 225 [180+110]* (165)/5500 | 250/1750         | Automatico a 8 rapporti con motore elettrico integrato e-EAT8 | 1797             | 7,8              | 233                   | 1,3                | 30,25                |